# بوردانی
بوردانی (به مجاری:  Bordány) یک منطقهٔ مسکونی در مجارستان است که در ناحیه موراهالوم واقع شده‌است. بوردانی ۳۶٫۴۸ کیلومتر مربع مساحت و ۳٬۲۵۸ نفر جمعیت دارد.

## خواهرخوانده
شهر دتا (شهر) خواهرخواندهٔ بوردانی هست.